# ジョージアラグビー協会
ジョージアラグビー協会（ジョージアラグビーきょうかい、グルジア語: საქართველოს რაგბის კავშირი、英語: Georgia Rugby Union; GRU）は、ジョージアにおけるラグビーユニオンの総括団体。本部はトビリシに置かれている。
ソビエト連邦時代の1964年、ソビエト連邦ラグビー協会の下部組織としてグルジア・ソビエト社会主義共和国を管轄するために創設された。独立後の1991年5月27日にジョージアラグビー協会として再発足。ジョージア・チャンピオンシップおよびジョージアカップを主催し、またラグビージョージア代表およびラグビージョージアA代表を管轄。1992年に国際ラグビー評議会に加盟。